# Cầu Đại tướng Rafael Urdaneta
 Cầu General Rafael Urdaneta nằm ở cửa ra eo biển Tablazo của Hồ Maracaibo, phía tây Venezuela. Cây cầu kết nối Maracaibo với phần lớn phần còn lại của đất nước. Nó được đặt theo tên của Tướng Rafael Urdaneta, một anh hùng Venezuela trong Chiến tranh giành độc lập.

## Thiết kế và xây dựng
Được làm bằng bê tông cốt thép và dự ứng lực, cây cầu dây văng dài 8.678 mét (5,392 mi) từ bờ này sang bờ kia. Năm nhịp chính là mỗi nhịp dài 235 mét (771 ft). Chúng được hỗ trợ từ tháp cao 92 mét (302 ft), và cung cấp 46 mét (151 ft) giải phóng mặt bằng cho nước bên dưới. Cây cầu chỉ chở phương tiện.
Cuộc thi thiết kế cây cầu bắt đầu vào năm 1957 và đã giành chiến thắng bởi Riccardo Morandi, một kỹ sư dân sự người Ý. Morandi's là thiết kế bê tông duy nhất trong số mười hai mục, và dự kiến sẽ ít tốn kém hơn để duy trì, cũng như cung cấp kinh nghiệm quý giá về công nghệ bê tông dự ứng lực cho Venezuela. Việc xây dựng được thực hiện bởi một số công ty, bao gồm Grün &amp; Bilfinger, Julius Berger, Bauboag AG, Philipp Holzmann AG, Precomprimido CA, Ways &amp; Freytag và K Ingeniería.

Theo kỹ sư cầu nổi tiếng Michel Virlogeux: 

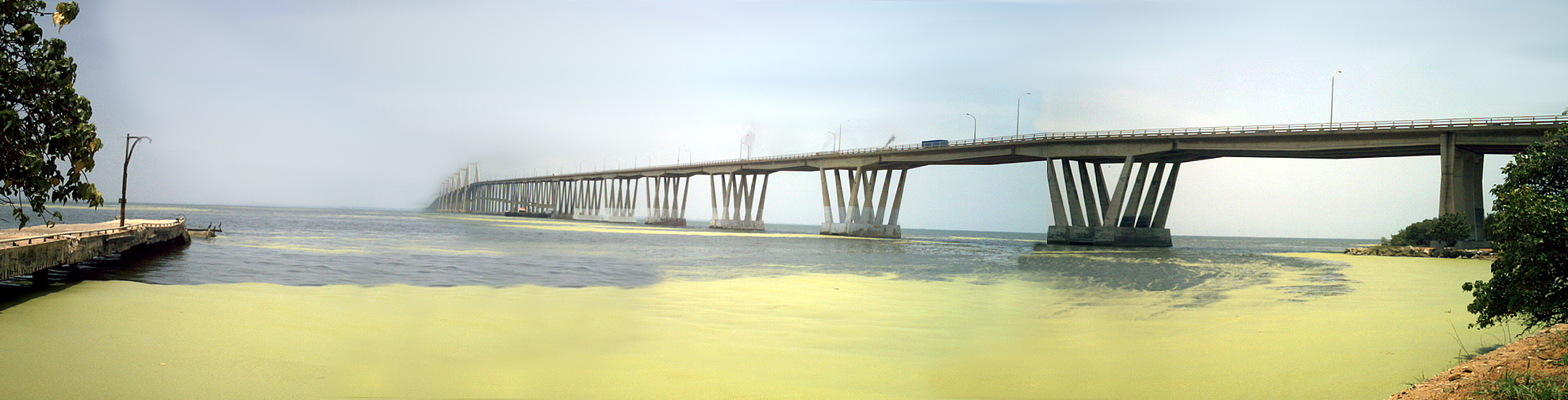
Toàn cảnh cầu Rafael Urdaneta

 Cầu Hồ Maracaibo xứng đáng là một phần của chuỗi những cây cầu nổi tiếng nhất thế giới, với Cầu Cổng Vàng, cây cầu bắc qua Firth of Forth, Cầu Brooklyn và Cầu cạn Garabit.

## Lịch sử
Nó được khai trương vào ngày 24 tháng 8 năm 1962 bởi tổng thống Venezuela Romulo Betancourt.
Vào tháng 4 năm 1964, một phần của cây cầu đã sụp đổ sau vụ va chạm với tàu chở dầu <i id="mwLw">Esso Maracaibo</i>, gây ra cái chết của bảy người.
Việc xây dựng một cây cầu dây văng thứ hai đã được đề xuất từ năm 1982, với một loạt các nghiên cứu được thực hiện từ năm 2000. Chi phí của cây cầu mới được ước tính là 440 triệu đô la Mỹ, phần lớn được tài trợ tư nhân thông qua phí cầu đường.
Tính toàn vẹn về cấu trúc của cây cầu đã nhận được sự quan tâm cao độ sau vụ sập cầu vào tháng 8 năm 2018 trên cây cầu tương tự, Ponte Morandi ở Genova, Ý.